# 竹田儀一
竹田 儀一（たけだ ぎいち、1894年3月24日 - 1973年4月30日）は、日本の弁護士、実業家、政治家。
大阪市会議員、衆議院議員（4期）、地方財政委員会委員長（初代）、厚生大臣（第16代）、神鋼商事株式会社社長などを歴任した。

## 来歴

### 生い立ち
石川県出身。1918年、京都帝国大学法科大学法律科を卒機後、鈴木商店に入社し、支配人金子直吉の秘書を務めた。その後弁護士となり、さらに大阪市会議員となる。また樺太ツンドラ工業、大聖寺商業等各社の社長を歴任する。

### 国政
1930年の第17回衆議院議員総選挙に旧大阪府第2区から立憲民政党公認で立候補し当選。以後、18、22、23回総選挙に当選。戦前は、同郷である拓務大臣の永井柳太郎の下で大臣秘書官などを務めた。

### 戦後

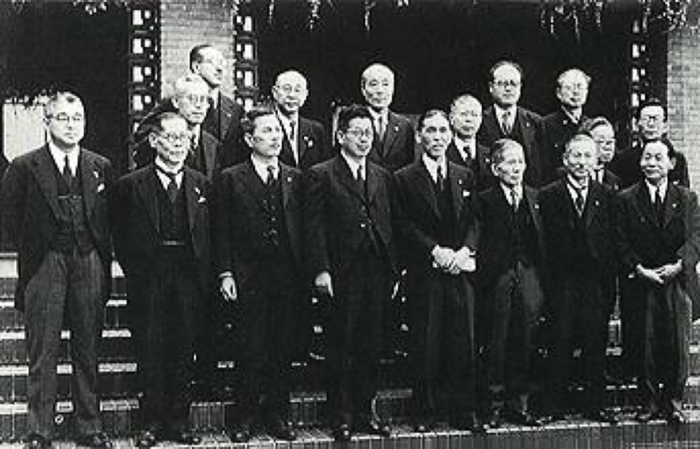
1947年6月1日、片山内閣にて国務大臣として入閣

戦後は1946年の総選挙に旧石川全県区から日本自由党公認で衆議院議員に当選するが、のちに民主党に鞍替えし、同党幹事長となる。
1947年に片山内閣で国務大臣として入閣した。当初は無任所大臣であったが、のちに地方財政委員会が新設されるとその委員長に就任した。1948年芦田内閣発足に当たっては組閣参謀を務め、自らも厚生大臣として入閣するが、炭鉱国管疑獄で嫌疑をかけられ政界を引退した。炭鉱国管疑獄では逮捕・起訴され、裁判では一審で懲役8ヶ月執行猶予1年追徴金20万円だったが、二審で無罪となり確定した。その後は神鋼商事社長などを務める。

## その他
- 多くの政治家同様、軽井沢に別荘があった。三桜工業代表取締役会長の篠原孝之助は竹田への弔辞のなかで「竹田さん、君は軽井沢をこよなく愛し、毎夏ここで過ごすのを、最大の楽しみとしておられました」と述べている[3]。